# ワーズ・フォー・ザ・ダイング
『ワーズ・フォー・ザ・ダイング』（Words for the Dying）は、ジョン・ケイルが1989年に発表したスタジオ・アルバム。

## 背景
「こんな素敵な夜には」までの6曲は、フォークランド紛争を題材とした「フォークランド組曲」となっており、ディラン・トマスの詩が引用されている。この組曲は、本作に先がけて1987年11月14日のアムステルダム公演で初演されており、本作ではソビエト連邦のオーケストラとウェールズの合唱団が起用された。
「ソングス・ウィズアウト・ワーズ」は2部構成のピアノ独奏曲で、この曲のみニューヨークでレコーディングされた。
本作はブライアン・イーノが創設したレーベル「オーパル」から発売され、イーノはアルバム全編のプロデュースに加えて、「ソウル・オブ・カーメン・ミランダ」では演奏面でも貢献した。

## 評価
デイヴ・コノリーはオールミュージックにおいて5点満点中2.5点を付け、「フォークランド組曲」に関して「クラシカルで気品のある編曲と、ケイルの歌を通じてトマスの詩の心象風景を再解釈しようという不出来な試みが混ざった内容」、「ソウル・オブ・カーメン・ミランダ」に関して「『ロング・ウェイ・アップ』の音楽の予兆と言える曲で、印象的かつ物悲しいアヴァンギャルド・ポップだが、ここに収録されている必然性は全くない」と評している。また、ジャスティン・コーバー＝レイクはポップマターズにおいて10点満点中6点を付け、「フォークランド組曲」に関して「ケイルによるオーケストラのための作曲・編曲の技術は、多くを求めなければ申し分ないが、このアルバムの効力は、トマスの詩を音楽化する手腕にかかっており、ケイルは必ずしもそれに成功したとは言えない」と評している。

## 収録曲
特記なき楽曲はジョン・ケイル作。
1. イントロダクション - "Introduction" - 1:44
2. 救世主〜インタールードI - "There Was a Saviour - Interlude I" (Words by Dylan Thomas, music by John Cale) - 9:36
3. ウェディング・アニヴァーサリー - "On a Wedding Anniversary" (Words by D. Thomas, music by J. Cale) - 5:03
4. インタールードII - "Interlude II" - 4:45
5. 静かに… - "Lie Still, Sleep Becalmed" (Words by D. Thomas, music by J. Cale) - 4:22
6. こんな素敵な夜には - "Do Not Go Gentle into That Good Night" (Words by D. Thomas, music by J. Cale) - 5:33
7. ソング・ウィズアウト・ワーズI - "Songs Without Words I" - 2:44
8. ソング・ウィズアウト・ワーズII - "Songs Without Words II" - 1:56
9. ソウル・オブ・カーメン・ミランダ - "The Soul of Carmen Miranda" (Words & music by John Cale, Brian Eno) - 3:24

## 参加ミュージシャン
- ジョン・ケイル - ボーカル、ピアノ、ヴィオラ
- ゴステルラジオ交響楽&ポピュラー音楽管弦楽団
- ランダフ大聖堂合唱学校合唱団
- ブライアン・イーノ (on #9)
- ネル・キャッチポール - アディショナル・ヴィオラ、ヴァイオリン (on #9)